# TRPC4
TRPC4 (англ. Transient receptor potential cation channel subfamily C member 4) — белок, который кодируется одноимённым геном. Относится к ионным каналам.

## Функции
TRPC4 образует неселективный кальций-проницаемый катионный канал, который активируется Gαi-связанными рецепторами, Gαq-связанными рецепторами и тирозинкиназами, и играет роль во многих процессах, включая проницаемость эндотелия, вазодилатацию, высвобождение нейротрансмиттеров и пролиферацию клеток.

## Наличие в тканях
TRPC4 присутствует в большом количестве в кортико-лимбических областях мозга. Кроме того, мРНК TRPC4 присутствует в дофаминергических нейронах среднего мозга в вентральной области покрышки и чёрной субстанции.

## Участие в процессах
Учитывая, что ген TRPC4 экспрессируется в избранной популяции дофаминовых нейронов среднего мозга, было высказано предположение, что он может играть важную роль в процессах, связанных с дофамином, включая привыкание и внимание.

## Клиническое значение
Полиморфизм одиночных нуклеотидов в этом гене может быть связан с генерализованной эпилепсией и с фоточувствительностью.

## Взаимодействие
TRPC4 взаимодействует с ITPR1,, TRPC1,, и TRPC5.